# Ајви лига
Ајви лига (енгл.  — „Лига бршљана”) је америчка спортска конференција која обухвата осам најпрестижнијих приватних универзитета на североистоку САД. То су уједно и неки од најстаријих универзитета у САД. Назив потиче од бршљана који покрива најстарије зграде ових универзитета. Ови универзитети спадају међу најпопуларније у Америци, али и у најселективније по питању пријема студената. Спадају у најбогатије у свету у смислу економских ресурса и привлаче многе научнике широм света. Иако су сви универзитети приватни, примају државна средства за истраживања. Универзитети Ајви лиге су познати како по високим академским достигнућима, тако и у спортским активностима. Студенти са одличним академским знањем, као и студенти истакнути у неком од спортова, добијају стипендије.
Овај је термин био у употреби још од 1933. године, а постао је званичан након формирања  дивизије I на атлетском саветовању 1954. године. Седам од осам школа је основано током колонијалног периода (Корнел је основан 1865. године), и то чини седам од девет колонијалних колеџа формираних пре Америчке револуције.
Школе Ајви лиге се генерално сматрају представницима најпрестижнијих школа, и сврставају се међу најбоље универзитете широм света према ставу предузећа U.S. News & World Report. Свих осам универзитета се налази међу првих четрнаест у њиховом извештају из 2019. године о рангирању националних универзитета, укључујући четири на прва три места (Колумбија и Јејл су једнако рангирани на трећем месту). У извештају исте организације о глобалном рангирању универзитета из 2019, три универзитета Ајви лиге су рангирани међу првих десет (Харвард – 1. место, Колумбија – 8. место, и Принстон – 9. место), а шест је међу првих двадесет. Универзитети са фокусом на додипломске студије, Универзитет Браун и Дартмутски колеџ су рангирани на 99. и 197. месту. Компанија U.S. News је именовала припадника Ајви лиге најбољим националним универзитетом сваке године током задњих 18 година завршно са рангирањем из 2018. године: Принстон једанаест пута, Харвард два пута, и по две школе су делиле прво место пет пута.
У 2021, Вести САД & Светски извештај рангирања глобално најбољих универзитета, два припадника Ајви лиге су рангирана у првих 10 на међународном нивоу (Харвард први, а Колумбија шеста). Свих осам школа Ајви лиге су чланице Асоцијације америчких универзитета, најпрестижнијег савеза америчких истраживачких универзитета.
Број уписа на основне студије се креће од око 4.500 до око 15.000, више од већине колеџа либералних уметности и мање од већине државних универзитета. Укупан број уписа, који укључује дипломиране студенте, креће се од приближно 6.600 у Дартмуту до преко 20.000 у Колумбији, Корнелу, Харварду и Пену. Финансијске задужбине Ајви лиге се крећу од Браунових 6,9 милијарди долара до 53,2 милијарде долара на Харварду, највеће финансијске задужбине било које академске институције на свету.
Ајви лига је слична другим групама универзитета у другим земљама као што су Grande Ecoles у Француској, Оксбриџ у Уједињеном Краљевству, Ц9 лига у Кини, Империјални универзитети у Јапану и Група осам у Аустралији.

## Чланови
- Универзитет Браун, Провиденс, Роуд Ајланд, основан 1764. године
- Универзитет Колумбија, Њујорк, Њујорк, основан 1754. године
- Универзитет Корнел, Итака, Њујорк, основан 1865. године
- Дартмут колеџ, Хановер, Њу Хемпшир, основан 1769. године
- Универзитет Харвард, Кембриџ, Масачусетс, основан 1636. године
- Универзитет Принстон, Принстон, Њу Џерзи, основан 1746. године
- Универзитет Пенсилваније (скр. Пен), Филаделфија, Пенсилванија, основан 1740. године
- Универзитет Јејл, Њу Хејвен, Конектикат, основан 1701. године

## Галерија
- Браун универзитет
- Универзитет Колумбија
- Универзитет Корнел
- Дартмут колеџ
- Универзитет Харвард
- Универзитет Принстон
- Универзитет Пенсилваније
- Јејл универзитет

## Историја
Иако су се индиције за формирање Ајви лиге појавиле десетак година раније, први званични кораци су подузети 1945. године, када је осам председника ових универзитета почело преговоре о формирању заједничке лиге америчког фудбала ради очувања вредности тог спорта, али у једнакој мери очувању вредности академског живота. Први корак ка организовању такмичења унутар лиге је учињен 1952. године са обавештењем да ће од јесени 1953. године сваки универзитет играти са сваким универзитетом у групи бар једном у пет година. Овај план је промењен 1954. године када су председници објавили да ће такмичења у америчком фудбалу бити сваке године, почевши од 1956. и одобрили слична такмичења у више других спортова. Од 1977. године постојала су такмичења у америчком фудбалу, фудбалу, кошарци, а на неким универзитетима и у бејзболу, хокеју, тенису, пливању, рвању. Касније су придружени трчање, голф и веслање. Средином 1970-их уведена су и првенства за жене, најпре у кошарци и хокеју на леду, а касније и у другим спортовима.

## Ривалства
Иако се ова група елитних универзитета сматра делом једне лиге, током година су се развила многа ривалства. Принстон и Пенсилванија су већ годинама ривали у кошарци. Корнел и Харвард су дугогодишњи ривали у хокеју, а Харвард и Пен у америчком фудбалу. Многи други универзитети Лиге бршњана такође имају озбиљна спортска ривалства. Ривалство између Јејла и Принстона се сматра другим најстаријим у САД. Такмичења су постала толико популарна да су се утакмице почеле играти у Њујорку како би гледаоци могли доћи издалека и гледати утакмице. Популарност спортиста и ривалстава је донело много популарности школама као и зараду од проданих карата.
Постоје такође и академска ривалства међу универзитетима. Ова ривалства се углавном огледају у мишљењима који универзитет има најбоље дипломце, који нуди најбоље стипендије, који познати су завршили који универзитет, итд.

## Достигнућа
Сваки универзитет Ајви лиге има битна достигнућа. Сви они носе одређену репутацију и сваки универзитет има изврсне програме који су најпре истакнути у пољима медицине и права, чинећи их међу најтраженијим универзитетима на свету. При одабиру студената сви су веома ригорозни како би осигурали само најбоље и најинтелигентније студенте. Многи познати су дипломирали на неком од универзитета Ајви лиге, као нпр. скорашњи САД Џорџ Буш, Бил Клинтон и Барак Обама. Престиж ових универзитета наводи многе на мишљење да су они само за богатство и елиту. Компаније, углавном правне фирме, медицинске установе и велике корпорације, често траже дипломце Ајви лиге као потенцијалне запослене.

## Други бршљани
Израз Бршљан плус се понекад користи за означавање позитивног поређења или повезаности са Лигом Бршљана, често на академском плану. Термин је коришћен да опишу Мали бршљани, група малих колеџа либералних уметности у североисточним Сједињеним Државама. Друге уобичајене употребе укључују Јавне бршљане, Скривене бршљане и Јужне бршљане.

### Бршљан плус
Термин Бршљан плус се понекад користи за означавање оригиналних осам институција (у овом контексту древних осам) плус неколико других школа за потребе алумни удружења, универзитетских конзорцијума, или поређења задужбина. У својој књизи Распетљавање Ајви лиге, Завел пише: „Укључивање школа које нису из Ајви лиге под овим термином је уобичајено за неке школе и изузетно ретко за друге. Међу овим другим школама, Масачусетски институт за технологију и Универзитет Станфорд су скоро увек укључени. Универзитет у Чикагу и Универзитет Дјук су такође често укључени.“